# Stazione marittima di Genova
Koordinaten: 44° 24′ 48″ N, 8° 55′ 7,2″ O

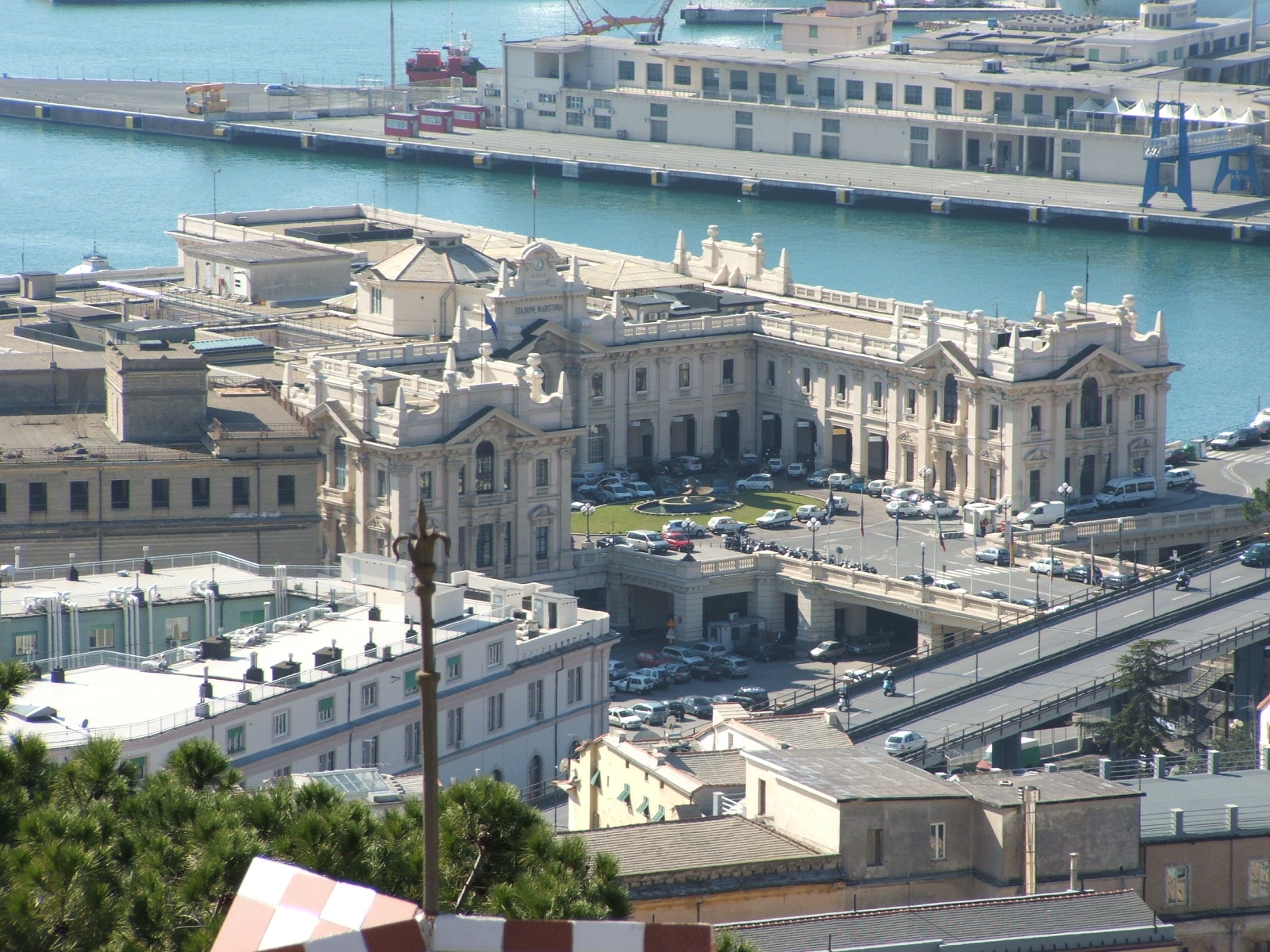
Stazione marittima

Die Stazione marittima (Passagierterminal, wörtlich „Meeresbahnhof“) der norditalienischen Hafenstadt Genua ist der wichtigste Ein- und Ausschiffungsort für den Verkehr von Kreuzfahrtschiffen in Genua und zählt zu den größten Kreuzfahrtterminals Italiens. Sie liegt am Ponte dei Mille, in unmittelbarer Nähe des Porto Antico, der Darsena, der ehemaligen Fakultät für Wirtschaft und Handel (heute Fachbereich Wirtschaft) und vom Meeresmuseum Galata.
Seit der Zeit der genuesischen Republik war sie ein Entladungs- und Handelszentrum von Gütern und im 20. Jahrhundert war sie der Abfahrtsort vieler Migranten, die an Bord von transatlantischen Schiffen nach Amerika auswanderten. 2001 wurde sie komplett restauriert und zum offiziellen Treffpunkt während des G8-Gipfels von Genua erklärt. Heute befindet sich hier der Sitz des Kreuzfahrtterminals des Hafens von Genua.

## Geschichte
Der Hafengebiet, in dem heute die Stazione Marittima liegt, ist im Laufe der Jahrhunderte immer im Mittelpunkt des Handelsschiffsverkehrs gestanden und ist daher eine bemerkenswerte historische Stätte. Die zunehmende Aktivität des Handelsverkehrs und die Verdichtung der Seeverbindungen führten im 19. Jahrhundert zu einem radikalen Umbau des Areals, als dessen Folge die sogenannte Cap Areanae, die Spornsiedlung, worauf auch die romanische Sankt-Thomas-Kirche und das angrenzende Kloster standen, 1884 komplett zerstört wurden. Die Erweiterungsarbeiten beinhalteten außerdem den Bau eines neuen Stegs und eines Straßennetzes.
Der Anstieg der Migrationsströme am Ende des 19. Jahrhunderts erforderte den Bau eines Warteraums für die Fahrgäste. Der zwischen 1884 und 1890 von Genio Civile, dem staatlichen Bauingenieurwesen, geführte Ausbau trug zur Errichtung eines einstöckigen Gebäudes aus Mauerwerk bei, in dem ein Warteraum, eine Restaurantdienstleistung, ein Raum für die medizinische Versorgung und eine Polizeiwache geschaffen wurden. Diesem Zeitraum ist auch die Namensgebung nach dem deutschen Prinzen Friedrich Wilhelm Nikolaus Karl, auch Friedrich III. genannt, für den Steg zurückzuführen.
Am Ende des 19. Jahrhunderts und Anfang des 20. Jahrhunderts war Genua der Abfahrtsort der Migranten aus Ligurien und aus dem gesamten Norditalien. Die ersten Jahre des 20. Jahrhunderts wurden daher von einer Weiterentwicklung im Schiffbausektor geprägt, besonders in der Herstellung von transozeanischen Schiffen, die immer längere Strecken befahren konnten. Der Steg und die Räumlichkeiten der Stazione Marittima waren bald unzureichend, um den großen Strom von Reisenden aufzunehmen, sodass 1916 neue Umbau- und Erweiterungsarbeiten angefangen wurden. Aufgrund von weiteren Veränderungen im Laufe des Bauprojekts und der Unterbrechung der Bauarbeiten in den Jahren des Ersten Weltkriegs konnte der Bau der neuen Stazione Marittima erst im Oktober 1930 beendet werden. Der neue Komplex besteht aus drei zweistöckigen Gebäuden, die mittels Durchgangswegen miteinander verbunden sind. Die Räume im ersten Stock sind den Reisenden, die in der ersten und zweiten Klasse fahren, gewidmet. Im Erdgeschoss sind die Räume für die Reisenden, die in der dritten Klasse fahren.
Die Schiffe für die transozeanischen Fahrten, die meistens von der Reederei Italia – Società di Navigazione (auch als Italian Line bekannt) stammten, weckten auch die Aufmerksamkeit von politischen Persönlichkeiten und der damaligen Prominenten, die die Stazione Marittima besuchten, um von dort dann zu transozeanischen Reisen abzufahren. Zwischen den zwei Weltkriegen registrierte man einen Boom in der touristischen Branche, wovon auch die Anbieter der ersten Kreuzfahrten profitieren konnten. In den 1970er Jahren, mit der Entwicklung des Flugzeugverkehrs, sank die Zahl der Schiffspassagiere wieder.
Heute befindet sich hier der Hauptsitz der Gesellschaft Stazione Marittima Spa. Diese wurde 1987 gegründet und koordiniert das Terminal für Personenverkehr des Hafens von Genua. 2001, aus Anlass des G8-Gipfels und seiner wichtigen Treffen, die in der Stazione Marittima stattgefunden haben, wurde das Areal komplett restauriert.
In der ehemaligen Zollhalle der ersten Klasse, im westlichen Flügel des Hafenbahnhofs, sind vier dem Maler Galileo Chini zugeschriebene Gemälde aufbewahrt. In der südlichen Halle steht außerdem die Marmorstatue Roma Eterna von dem Bildhauer Angelo Zanelli. Diese befand sich ursprünglich in der Haupthalle des Ozeandampfers Roma.